# 정호
정호(程顥, 1032년~1085년 7월 9일(음력 6월 15일))는 중국 송나라 도학의 대표적인 학자의 한 사람이다. 성리학과 양명학 원류의 한 사람이다.
자는 백순(伯淳), 시호(諡號)는 순공(純公). 명도 선생(明道先生)으로 호칭되었다. 대대로 중산(中山)에 거주하였으나 후에 하남(河南)에 이주하였다. 정이가 그의 동생이다.

## 생애

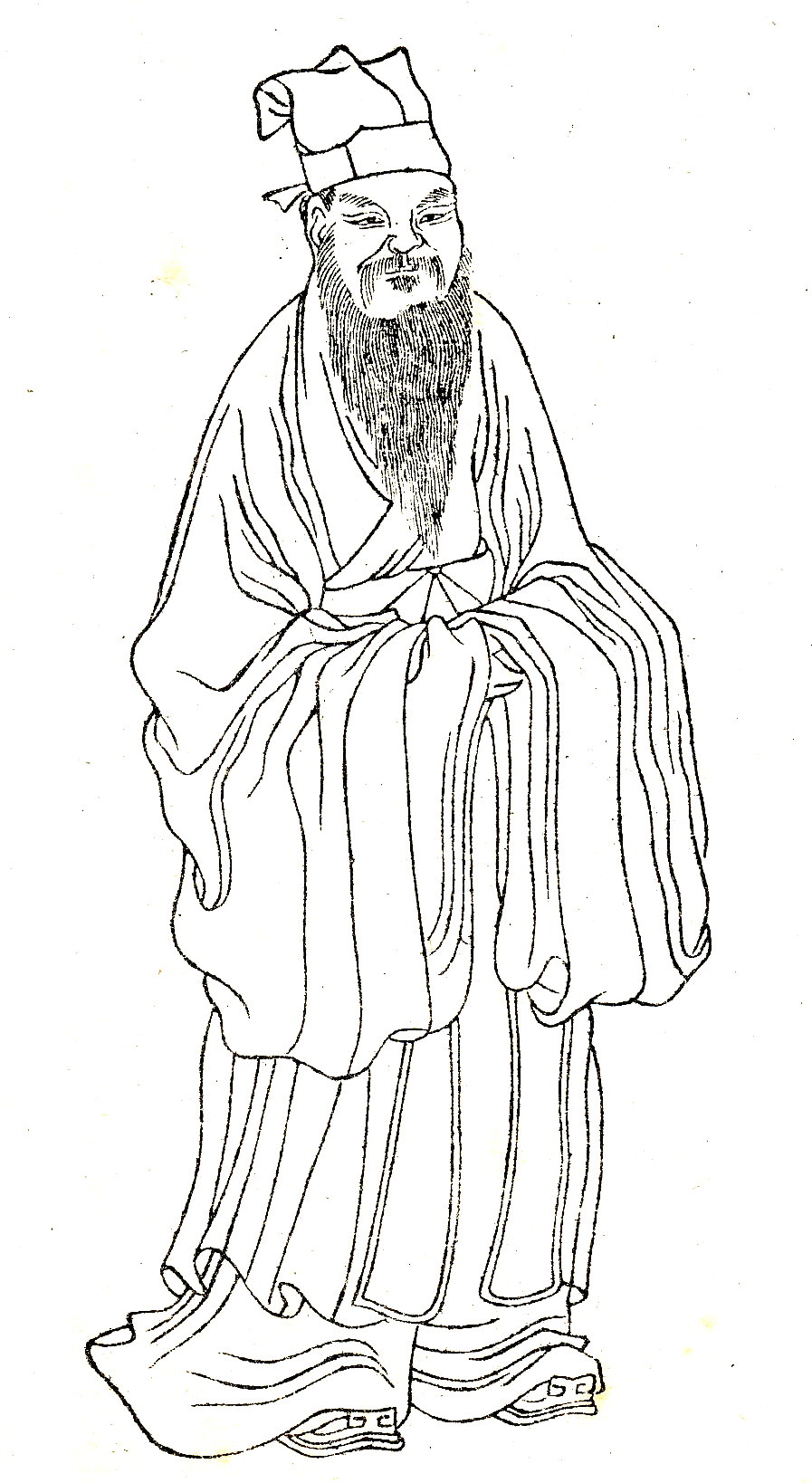
정호

부친 향(珦)은 지방관이었을 당시 주돈이를 알아 명도, 이천 형제를 그에게 배우게 하였다고 한다. 진사에 급제한 후 지방관으로 활약하였다. 1070년 경에 여공저(呂公著)의 추천으로 중앙정부에 들어 갔다. 왕안석의 신법(新法)이 거론되자 의견을 달리하여 직을 떠나 지방관으로 지냈다. 그 성격은 온후관대하여 동생 이천이 이론적이며 준엄한 것과 대조적이었다. 명도의 사상은 〈식인편(識仁篇)〉과  〈정성서(定性書)〉에 잘 나타나 있다. 〈식인편〉은 만물일체의 관점에서 인(仁)을 설명한 것이고, 〈정성서〉는 외부 자극에 휘둘려 나와 대상을 나누지 말고 주체를 세워 옳고 그름을 판단하는 것이 마음을 안정시키는 방법이라는 것을 말하고 있다. 〈정성서〉는 원래 바깥 사물에 흔들리는 마음을 어떻게 안정시킬 것인가를 논한 것으로 장재의 질문에 대한 답서로 작성된 것이다. 이러한 사고는 "천리(天理)"라는 것에 대한 자기 체험적 인식에 기반한 것이다. 정이는 이러한 정호의 행장을 지으면서 형의 사상과 자신의 사상이 같으니 자신에 대해 알려면 자신이 지은 형의 행장을 보라고 하였다. 이 정호의 사상은 양시의 도남학으로 이어져, 나종언, 이동을 거쳐 주희에게로 이어졌고, 호안국으로 계승된 사고 또한 호상학을 형성하며 장준, 장식을 거쳐 주희에게 전해졌다. 주희는 이 두 계통을 종합하였다. 두 형제의 어록과 저술은 모두 주희에 의해 수습되어  《2정전서(二程全書)》로 남았다.

## 저서

### 《2정전서(二程全書)》
정호, 정이 형제의 사상적 논술·문장 등을 수록한 것. 내용은 2정유서(二程遺書; 河南 程氏 遺書)·2정외서(二程外書; 河南 程氏 外書)·명도문집(明道文集)·이천문집(伊川文集)·이천경설(伊川經說)·이천역전(伊川易傳) 수언(粹言) 등으로 이루어져 있다. 2정자(二程子)는 송대 도학의 대표적 인물이어서, 주돈이, 소옹, 장횡거 등의 사상가가 각각 이색적인 사상의 소유자였음에 비하여 지극히 정통적으로 전통적 유학을 계승하여 논리적으로 전개하고 있다. 정호 · 정이, 양자의 사상은 내용상 뉘앙스를 달리하며, 학문적인 관심과 방향에 있어서 크게 다른 점이 있다. 그러나 유사한 점도 있다. 《2정전서》 속에는 명도의 말인지 이천의 말인지 판별되지 않는 말이 많이 보인다. 《전서》 속에서 사상면으로 특히 중요한 명도의 것은 〈식인편(識仁篇)〉, 〈정성서(定性書)〉등 〈명도어록(明道語錄)〉이며, 이천의 것에는 〈이천어록(伊川語錄)〉, 〈이천경설(伊川經說)〉, 〈이천역전(伊川易傳)〉이 있다.

## 같이 보기
- 성리학
- 정이

## 전기 자료
- 정이, 《이천선생문집》 권7, 명도선생행장
- 《송사》 권427, 열전186, 정호

## 참고 문헌
- 이 문서에는 다음커뮤니케이션(현 카카오)에서 GFDL 또는 CC-SA 라이선스로 배포한 글로벌 세계대백과사전의 내용을 기초로 작성된 글이 포함되어 있습니다.